# آرك (متصفح ويب)
آرك (بالإنجليزية: Arc)‏ هو متصفح وِب مجاني إحتكاري تم تطويره بواسطة براوزر كُمباني، وهي شركة ناشئة أسسها جوش ميلر وهٌرش أغراوال. تم إصدار المتصفح في 19 أبريل، 2022 بعد أن خضع لاختبار تجريبي مغلق. آرك متاح للاستخدام على أنظمة التشغيل ماك أو إس، وآي أو إس، وويندوز.
يهدف آرك إلى العمل كنظام تشغيل للوِب حيث يحاول دمج صفحات الوِب مع تطبيقات وميزات مدمجة. تتضمن هذه الميزات لوحة تعمل كألبوم قصاصات، و «التعزيزات» وهي ميزة تسمح للمستخدمين بإعادة تصميم موقع الويب تجميليًا بطريقة مشابهة لإضافات المتصفح. على عكس العديد من المتصفحات الأخرى، يستخدم آرك علامات التبويب الرأسية (والتي يمكن العثور عليها في الشريط الجانبي). يحتوي الشريط الجانبي على جميع وظائف المتصفح إلى جانب نافذة التصفح. يعتمد آرك على كروميوم وهو مكتوب بلغة سويفت. وهو يدعم إضافات المتصفح جوجل كروم، ويستخدم بحث جوجل بشكل افتراضي.
حظي آرك بتغطية من العديد من وسائل الإعلام التي تركز على التكنولوجيا، بما في ذلك ذا فيرج و آرس تكنيكا و هاو-تو-جيك و إنغادجيت. بشكل عام، أعطى النقاد تقييما إيجابيا لآرك، مشيدين بالإمكانات التي يقدمها، والأفكار والميزات الجديدة للمتصفح. ومع ذلك، يظن معظم النقاد بأن المتصفح ما زال بحاجة إلى المزيد من التحسينات.

## روابط خارجية
- الموقع الرسمي